# Jiao Liuyang
Jiao Liuyang (Harbin, 7 maart 1990) is een Chinese zwemster. Jiao vertegenwoordigde haar vaderland op de Olympische Zomerspelen 2008 in Peking. Ze kwam eveneens uit op de Olympische Zomerspelen 2012 in Londen waar ze de gouden medaille veroverde op de 200m vlinderslag.

## Carrière
Jiao maakte haar internationale debuut op de wereldkampioenschappen kortebaanzwemmen 2006 in Shanghai, op dit toernooi eindigde ze als zesde op de 100 meter vlinderslag en werd ze uitgeschakeld in de halve finales van de 50 meter vlinderslag. In Doha nam ze deel aan de Aziatische Spelen 2006, op dit toernooi eindigde ze als vijfde op de 200 meter vlinderslag
Op de wereldkampioenschappen zwemmen 2007 in Melbourne eindigde ze op de vierde plaats op de 200 meter vlinderslag. De Chinese kwam 0,32 seconde tekort ten opzichte van de Poolse Otylia Jędrzejczak, die er met het brons vandoor ging.
Tijdens de Olympische Zomerspelen 2008 in Peking veroverde de Chinese de zilveren medaille op de 200 meter vlinderslag, achter haar landgenote Liu Zige, maar voor de Australische wereldkampioene Jessicah Schipper.
In Rome nam Jiao deel aan de wereldkampioenschappen zwemmen 2009. Op dit toernooi sleepte ze de bronzen medaille in de wacht op de 100 meter vlinderslag, daarnaast eindigde ze als vijfde op de 200 meter vlinderslag en strandde ze in de series van de 50 meter vlinderslag. Op de 4x100 meter wisselslag legde ze samen met Zhao Jing, Chen Huijia en Li Zhesi beslag op de wereldtitel.
Op de Aziatische Spelen 2010 in Kanton veroverde de Chinese de gouden medaille op zowel de 100 als de 200 meter vlinderslag. Samen met Zhao Jing, Chen Huijia en Tang Yi behaalde ze de gouden medaille op de 4x100 meter wisselslag.
Tijdens de wereldkampioenschappen zwemmen 2011 in Shanghai sleepte ze de wereldtitel in de wacht op de 200 meter vlinderslag, op de 50 meter vlinderslag werd ze uitgeschakeld in de series. Op de 4x100 meter wisselslag zwom ze samen met Gao Chang, Sun Ye en Li Zhesi in de series, in de finale legden Zhao Jing, Ji Liping, Lu Ying en Tang Yi beslag op de zilveren medaille. Voor haar aandeel in de series werd Jiao beloond met de zilveren medaille.
In Londen nam de Chinese deel aan de Olympische Zomerspelen 2012. Op de 200 meter vlinderslag veroverde ze de gouden medaille, door in de laatste 50 meter de Spaanse Mireia Belmonte in te halen. Op de 100 meter vlinderslag strandde ze in de series. Samen met Gao Chang, Sun Ye en Tang Yi zwom ze in de series van de 4x100 meter wisselslag, in de finale eindigde Tang samen met Zhao Jing, Ji Liping en Lu Ying op de vijfde plaats. Op de wereldkampioenschappen kortebaanzwemmen 2012 in Istanboel legde Jiao, op zowel de 50 als de 200 meter vlinderslag, beslag op de zilveren medaille. Op de 4x100 meter wisselslag zwom ze samen met Fu Yuanhui, Sun Ye en Wang Haibing in de series, in de finale eindigde Jiao samen met Zhou Yanxin, Lu Ying en Tang Yi op de vijfde plaats.
Tijdens de wereldkampioenschappen zwemmen 2013 in Barcelona eindigde Jiao zesde in de finale van de 200 meter vlinderslag.

## Internationale toernooien
| Jaar | Olympische Spelen                                                                         | WK langebaan                                                                           | WK kortebaan                                                                          | PanPacs       | Aziatische Spelen                   |
| ---- | ----------------------------------------------------------------------------------------- | -------------------------------------------------------------------------------------- | ------------------------------------------------------------------------------------- | ------------- | ----------------------------------- |
| 2006 |                                                                                           |                                                                                        | 12e 50m vlinderslag 6e 100m vlinderslag                                               | geen deelname | 5e 200m vlinderslag                 |
| 2007 |                                                                                           | 4e 200m vlinderslag                                                                    |                                                                                       |               |                                     |
| 2008 | 200m vlinderslag                                                                          |                                                                                        | geen deelname                                                                         |               |                                     |
| 2009 |                                                                                           | 21e 50m vlinderslag · 100m vlinderslag · 5e 200m vlinderslag · 4x100m wisselslag       |                                                                                       |               |                                     |
| 2010 |                                                                                           |                                                                                        | geen deelname                                                                         | geen deelname | 100m vlinderslag · 200m vlinderslag |
| 2011 |                                                                                           | 22e 50m vlinderslag · 200m vlinderslag · 4x100m wisselslag · Jiao zwom enkel de series |                                                                                       |               |                                     |
| 2012 | 9e 100m vlinderslag · 200m vlinderslag · 5e 4x100m wisselslag · Jiao zwom enkel de series |                                                                                        | 50m vlinderslag · 200m vlinderslag · 5e 4x100m wisselslag · Jiao zwom enkel de series |               |                                     |
| 2013 |                                                                                           | 18e 100m vlinderslag 6e 200m vlinderslag                                               |                                                                                       |               |                                     |

## Persoonlijke records
Bijgewerkt tot en met 22 september 2013
Kortebaan
| Afstand          | Tijd    | Datum            | Plaats    |
| ---------------- | ------- | ---------------- | --------- |
| 50m vlinderslag  | 25,23   | 14 december 2012 | Istanboel |
| 100m vlinderslag | 56,60   | 8 november 2011  | Peking    |
| 200m vlinderslag | 2.02,28 | 12 december 2012 | Istanboel |

Langebaan
| Afstand          | Tijd    | Datum           | Plaats   |
| ---------------- | ------- | --------------- | -------- |
| 50m vlinderslag  | 26,04   | 1 april 2009    | Shaoxing |
| 100m vlinderslag | 56,86   | 27 juli 2009    | Rome     |
| 200m vlinderslag | 2.04,06 | 1 augustus 2012 | Londen   |